# Válka Simpsonových
Válka Simpsonových (v anglickém originále The War of the Simpsons) je 20. díl 2. řady (celkem 33.) amerického animovaného seriálu Simpsonovi. Scénář napsal John Swartzwelder a díl režíroval Mark Kirkland. V USA měl premiéru dne 2. května 1991 na stanici Fox Broadcasting Company a v Česku byl poprvé vysílán 15. října 1993 na stanici ČT1.

## Děj
Během večírku v domě Simpsonových se Homer poníží tím, že se opije, uráží hosty a kouká Maude Flandersové do výstřihu. Druhý den v kostele se Marge přihlásí do manželské poradny na víkendovém pobytu, který pořádá reverend Lovejoy a jeho žena Helena. Když se Homer dozví, že se výjezdní zasedání bude konat u jezera Catfish, sbalí si rybářské vybavení, ale Marge mu řekne, že se zasedání účastní jen proto, aby vyřešili své manželské problémy. Cestou se Homer zastaví v obchodě s návnadami a dozví se o legendárním sumci generálu Shermanovi. 
Druhý den ráno u jezera se Homer snaží vytratit na ryby, ale Marge je naštvaná, že dal přednost rybaření před jejich manželstvím. Místo návratu do postele se Homer vydá na procházku a na molu najde opuštěný rybářský prut. Když prut s generálem Shermanem na vlasci uchopí, ryba ho vytrhne z mola do malého člunu a na jezero. Marge se z okna jejich chaty rozčiluje, když sleduje Homerův boj s generálem Shermanem, a později se sama účastní manželských seminářů, zatímco Homer vítězoslavně zakotví s generálem Shermanem na palubě člunu. Když se Homer vrátí, Marge mu řekne, že jejich manželství má vážné problémy, pokud si cení rybaření víc než své ženy. Na důkaz své lásky k ní Homer vypustí rybu, která odpluje. 
Zatímco jsou Marge a Homer pryč, dědeček hlídá Barta a Lízu, kteří dědečka obelstí, aby jim dovolil uspořádat večírek. Po skončení večírku je v domě naprostý nepořádek. Když se dědeček rozpláče, bojí se, že kvůli jejich nepořádku bude mít problémy s rodiči, a tak horečně uklízejí dům. Jakmile se vrátí domů, Marge dědečka pochválí za čistotu domu. Prozradí jí, že jeho tajemstvím je předstírání pláče, aby vnoučata přiměl k úklidu. Bart a Líza si uvědomí, že byli podvedeni, když děda odchází a směje se jim. 

## Produkce
Scénář k dílu napsal John Swartzwelder a byla to poslední epizoda, kterou Mark Kirkland během svého prvního roku v seriálu režíroval. Kirkland a jeho animační tým byli v době, kdy začali pracovat na seriálu, v animaci relativně nováčky, a aby byla animace v tomto dílu nejlepší, jakou kdy vytvořili, zapojili do ní všechny techniky, které se během prvního roku naučili. Kirkland uvedl, že animace opilého Homera pro něj byla výzvou, protože musel analyzovat, jak se lidé chovají, když jsou pod vlivem alkoholu. O animaci řekl: „Posunul jsem (Homerovy) oči, které se otevírají a zavírají, nefungují synchronizovaně. A Homer samozřejmě nedokáže udržet rovnováhu, takže proto se posouvá sem a tam.“. Kirkland vyrůstal v New Yorku v prostředí podobném tomu, v němž se odehrávalo manželské ústraní. Proto rád kreslil a dohlížel na kulisy pro tuto epizodu a obchod s návnadami byl založen na obchodech s návnadami, které navštěvoval, když vyrůstal. V této epizodě se poprvé v seriálu objevil Haďák, springfieldský recidivista a zločinec, ačkoli jeho jméno se objevilo až v dílu 3. řady Černý vdovec; ve Válce Simpsonových se objevuje na Bartově a Lízině divoké domácí párty. Ženu jménem Gloria, která v ústraní vyhledá manželskou poradnu, namluvila Julie Kavnerová. Je to jeden z mála případů v historii seriálu, kdy Kavnerová namluvila jinou postavu než Marge a její příbuzné. Vlasy Glorie byly založeny na účesu asistentky režie Kirklandové Susie Dietterové.
Scenárista Simpsonových Mike Reiss v audiokomentáři k dílu na DVD uvedl, že ačkoli byla epizoda „plná vtipných momentů“, způsobila štábu „jen samé problémy“. Jednou z těchto potíží bylo, že poté, co epizodu napsal Swartzwelder, jim nevyžádaný scenárista poslal scénář obsahující prakticky totožný příběh. Aby se štáb vyhnul žalobě, zaplatil mu 3 000 dolarů a pokračoval v práci na svém. Materiál vystřižený ze scénáře dílu zahrnoval mnoho párů, které měly být v ústraní místo rodiny Flandersových, například pana Burnse a jeho nevěstu objednanou poštou a Ednu Krabappelovou, která se snažila znovu setkat se svým odcizeným manželem Kenem Krabappellem. Podle Reisse se scéna odehrála „strašně špatně“ a vypadalo to, jako by nevěsta pana Burnse, jež si ji objednala poštou, byla prostitutka. Postava Kena Krabappela měla být založena na zpěvákovi Deanu Martinovi, ale nějak skončila s jižanským přízvukem, takže zněla jako buran. Celá scéna byla s pomocí producenta Jamese L. Brookse přepsána a po několika hodinách dokončena. Scéna, v níž Vočko žádá doktora Dlahu, aby vyléčil jeho odbarvené výkaly, byla také odstraněna během prvního čtení scénáře po Brooksově stížnosti. Tvůrce seriálu Matt Groening později vyjádřil nesouhlas se závěrem, v němž generál Sherman vyskočí z vody a mrkne na kameru, protože se domníval, že je příliš kreslený.

## Kulturní odkazy
Způsob, jakým Ned Flanders na večírku připravuje koktejly, je podobný barmanským kouskům herce Toma Cruise ve filmu Koktejl z roku 1988. Mezi písně, které na večírku zazní, patří „It's Not Unusual“ Toma Jonese (1965), „The Look of Love“ Dusty Springfieldové (1967), „That's the Way (I Like It)“ KC and the Sunshine Band (1975) a „Wichita Lineman“ Glena Campbella (1968). Homerova falešná vzpomínka na večírek následujícího dne (v níž si namísto opilosti představuje sám sebe jako erudovaného a duchaplného) je odkazem na Algonquin Round Table, skupinu newyorských spisovatelů, kritiků a herců. Styl animace a barevné schéma odpovídá typické obálce časopisu The New Yorker s postavou Eustace Tilleyho. Píseň „Mexican Hat Dance“ zazní, když Marge zapne v autě rádio, aby ztlumila rozhovor mezi sebou a Homerem a děti neslyšely, jak se hádají. Když Homer přijde pozdě do kostela a hledá svou židli, objeví se postava, která se nápadně podobá Adolfu Hitlerovi. V retrospektivní části Bart vzpomíná, jak jako batole odháněl autem křičící chůvu. Tato pasáž a hudba v ní jsou odkazem na scénu z filmu Přichází Satan! z roku 1976, ve které Ďáblovo dítě Damien nutí zvířata křičet hrůzou, když se k němu Damien blíží. Obrázek generála Shermana v obchodě s návnadami je odkazem na slavný mystifikační obrázek lochnesské příšery. John a Glorie jsou odkazem na George a Marthu z filmu Kdo se bojí Virginie Woolfové? Homerův pokus o chycení generála Shermana, jeho tupení ryby a věta „Miluji tě, ale musím tě zabít.“ jsou založeny na Santiagově boji s marlínem v románu Ernesta Hemingwaye Stařec a moře. Bitva mezi Homerem a generálem Shermanem také připomíná boj kapitána Achaba s bílou velrybou Moby-Dickem v románu Bílá velryba.

## Přijetí
V původním vysílání skončil díl v týdnu od 29. dubna do 5. května 1991 na čtyřicátém místě v žebříčku sledovanosti s ratingem Nielsenu 11,6, což odpovídá přibližně 10,8 milionu domácností. Byl to druhý nejlépe hodnocený pořad na stanici Fox v tomto týdnu, hned po seriálu Ženatý se závazky.
Po odvysílání epizoda získala od televizních kritiků převážně pozitivní hodnocení. Gregory Hardy z Orlando Sentinel ji označil za dvanáctou nejlepší epizodu seriálu se sportovní tematikou. Autoři knihy I Can't Believe It's a Bigger and Better Updated Unofficial Simpsons Guide, Warren Martyn a Adrian Wood, si mysleli, že zápletka Homer vs. Marge byla „dobrá sama o sobě“, ale byla to také „dědečkova velká chvíle“. Uvedli také, že jeho závěrečné odhalení Bartovi a Líze je inspirativní. Colin Jacobson z DVD Movie Guide uvedl, že hlavní obavy z dílu „pramení z jeho začátku. Scény na večírku byly tak úžasné, že po nich mohla epizoda ztroskotat. Naštěstí se tak nestalo, protože seriál poskytoval stabilně vysokou úroveň zábavy. Mezi Homerovými excesy na manželském táboře a dováděním dětí, když je děda hlídá, se do pořadu nacpala spousta skvělých gagů.“
V recenzi 2. řady Bryce Wilson ze Cinema Blend uvedl, že Válka Simpsonových působila „trochu ploše“, ale i v jejích „nejnižších bodech se dá snadno najít humor“. Jeremy Kleinman z DVD Talku uvedl, že se jedná o „další skvělou epizodu, v níž se poprvé objevuje nová úroveň Homerovy zhýralosti poté, co to přehnal s pitím na večírku, který Simpsonovi pořádají, manželský ústup reverenda Lovejoye a epická bitva s legendární rybou jménem generál Sherman. Každá z těchto částí epizody je plná smíchu, přičemž asi nejzábavnější je Homerova zkreslená vzpomínka na události předchozí noci z vyšší společnosti, v níž je oslavován jako okouzlující a veselý dobrák.“